# Ober-Lembach
Ober-Lembach ist eine Ortschaft und als Oberlembach eine Katastralgemeinde der Gemeinde Unserfrau-Altweitra im Bezirk Gmünd in Niederösterreich mit 82 Einwohnern (Stand 1. Jänner 2024). Bis Ende 1970 war Oberlembach eine eigenständige Gemeinde.

## Geografie
Die Rotte am Lembach befindet sich an der Straße zwischen Unterlembach und Heinreichs bei Weitra. Am 1. April 2020 umfasste die Ortschaft 44 Adressen.

## Geschichte
Im Jahr 1822 wurde der Ort als Dorf mit 30 Häusern genannt, das nach Heinrichs eingepfarrt war, wohin auch die Kinder eingeschult wurden. Die Herrschaft Weitra besaß die Ortsobrigkeit, übte die Landgerichtsbarkeit aus und besorgte die Konskription. Die Untertanen und Grundholde des Ortes gehörten den Herrschaften Weitra und Engelstein sowie der Pfarre Waidhofen.
Laut Adressbuch von Österreich waren im Jahr 1938 in der Ortsgemeinde Ober-Lembach ein Gastwirt, ein Sägewerk, ein Schmied, ein Schneider und mehrere Landwirte ansässig. Im Rahmen der Niederösterreichischen Kommunalstrukturverbesserung trat die damalige Ortsgemeinde Oberlembach per 1. Jänner 1971 der Gemeinde Unserfrau-Altweitra bei.

## Siedlungsentwicklung
Zum Jahreswechsel 1979/1980 befanden sich in der Katastralgemeinde Oberlembach insgesamt 47 Bauflächen mit 21.812 m² und 11 Gärten auf 3.301 m², 1989/1990 gab es 47 Bauflächen. 1999/2000 war die Zahl der Bauflächen auf 157 angewachsen und 2009/2010 bestanden 100 Gebäude auf 157 Bauflächen.

## Bauwerke
Die Ortskapelle Oberlembach wurde 1856 errichtet und steht unter Denkmalschutz (Listeneintrag).

## Bodennutzung
Die Katastralgemeinde ist land- und forstwirtschaftlich geprägt. 320 Hektar wurden zum Jahreswechsel 1979/1980 landwirtschaftlich genutzt und 217 Hektar waren forstwirtschaftlich geführte Waldflächen. 1999/2000 wurde auf 311 Hektar Landwirtschaft betrieben und 226 Hektar waren als forstwirtschaftlich genutzte Flächen ausgewiesen. Ende 2018 waren 306 Hektar als landwirtschaftliche Flächen genutzt und Forstwirtschaft wurde auf 229 Hektar betrieben. Die durchschnittliche Bodenklimazahl von Oberlembach beträgt 20,3 (Stand 2010).